# Simbiosi

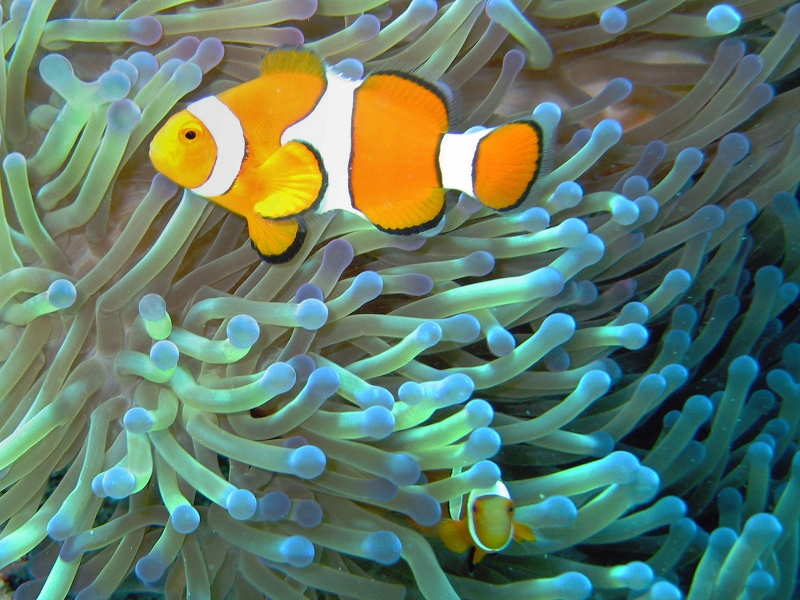
El peix pallasso és immune a l'atac de l'anemone, que alhora el protegeix dels depredadors.

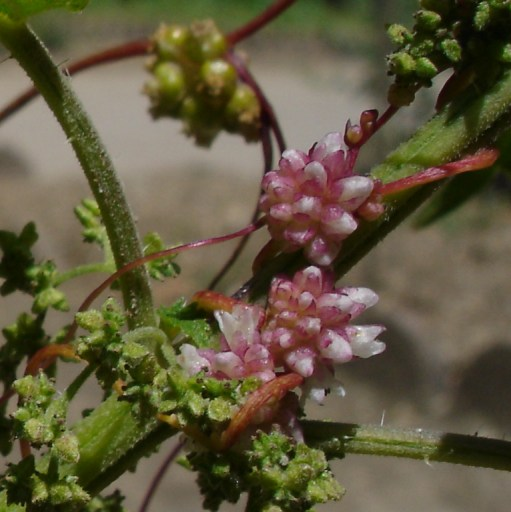
Cuscuta europaea és un exemple de «parasitisme», un tipus de simbiosi.

La simbiosi (del grec συμβίωση, simbíossi, 'vida passada junts') és una relació entre dos o més organismes diferents que genera beneficis o perjudicis per a cadascun. Els individus que entren en una associació d'aquest tipus es coneixen com a simbionts. Malgrat que el terme «simbiosi» es restringeix sovint a una convivència mútuament beneficiosa, en realitat inclou tots els models de coexistència des del mutualisme fins al parasitisme. Les relacions simbiòtiques poden ser obligades o facultatives.
La simbiosi té una gran varietat d'efectes. Per exemple, els simbionts poden intercanviar matèria orgànica o inorgànica o oferir aliment a canvi de protecció. Es coneixen diverses associacions entre algues autòtrofes o embriòfits i fongs o altres organismes heteròtrofs. Per exemple, els líquens són organismes de natura doble que es componen d'un element fúngic i un altre d'algal o cianobacterià.
Els diferents tipus de simbiosi es poden subdividir segons diversos aspectes. Els beneficis que aporten inclouen l'intercanvi de matèria orgànica o inorgànica, la protecció contra els depredadors i la facilitació de la cerca d'aliment. La simbiosi és un fenomen molt comú en la biosfera de la Terra i ha tingut un paper important en l'evolució de la vida en aquest planeta. Per exemple, la teoria endosimbiòtica suggereix que la primera cèl·lula eucariota sorgí de la simbiosi de diverses cèl·lules procariotes.

## Definició

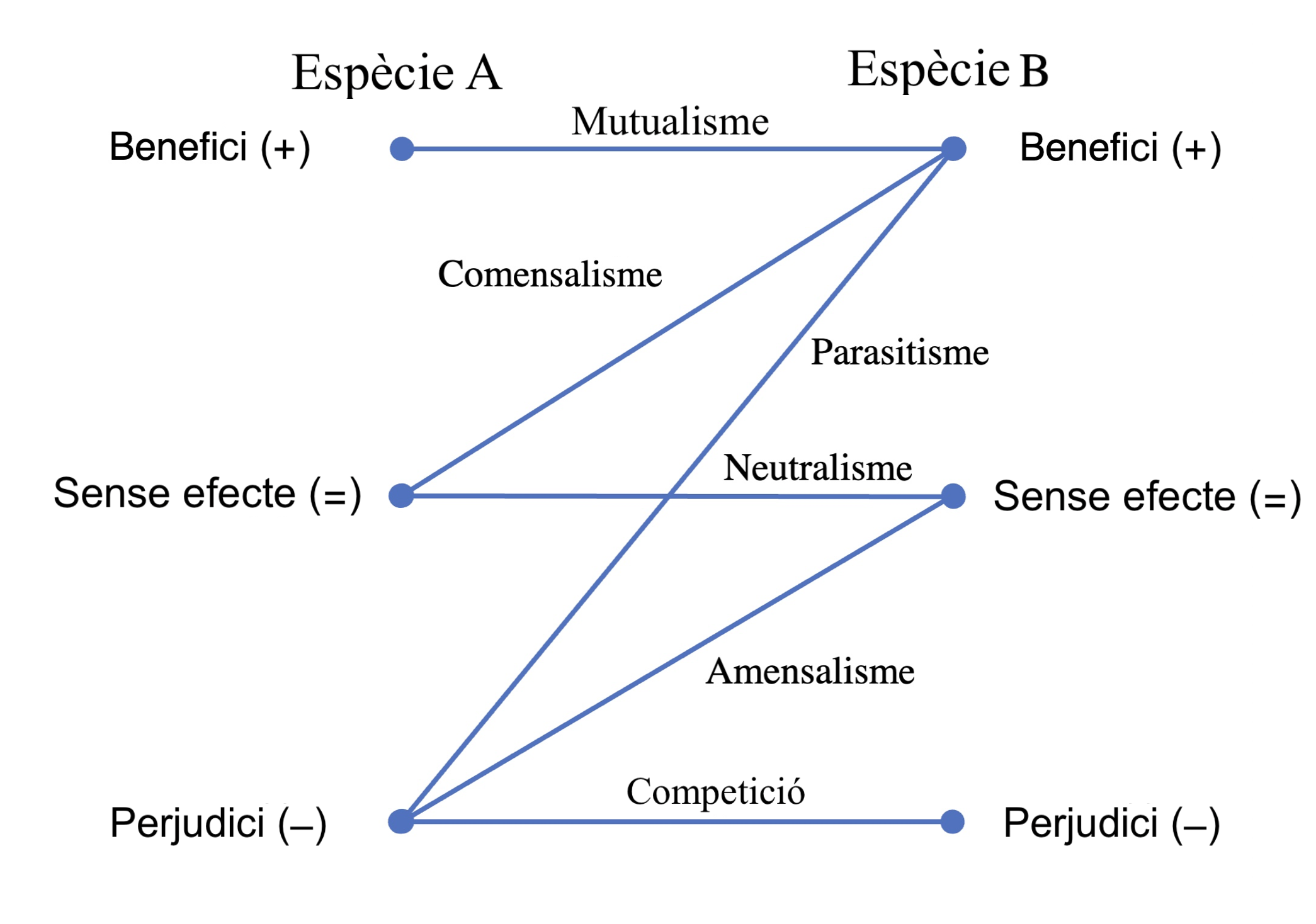
Esquema dels sis possibles tipus de relació simbiòtica segons Anton de Bary, des del benefici mutu fins al dany mutu.

A mesura que ha anat creixent el coneixement sobre els organismes simbiòtics, s'ha intentat encunyar una paraula que abasti tots els termes com «mutualisme» i «parasitisme». El descobriment de la naturalesa simbiòtica dels líquens va ser una motivació important, ja que la relació dins del liquen no es va poder classificar com a parasitisme. El 1877, Albert Bernhard Frank va utilitzar el terme «simbiotisme» per a aquesta necessitat (Das Symbiotismus). Ho va explicar com una coexistència de dues espècies, independentment de la naturalesa de la seva relació. Tanmateix, el terme «simbiosi» s'atribueix al botànic Anton de Bary, que va utilitzar per primera vegada les paraules el 1878 en l'obra Die Erscheinung der Symbiose (L'aparició de la simbiosi). De Bary no va mencionar en aquest fitxer que havia adoptat el terme de Frank, tot i que ho havia esmentat en altres textos. El terme «simbiosi» també ha estat subordinat als termes «mutualisme», «parasitisme» i «comensalisme». El terme «mutualisme», però, el va introduir uns anys abans Pierre-Joseph van Beneden que els escrits de Bary. El 1949, Edward Haskell va proposar un enfocament integrador, proposant una classificació de coaccions, més tard adoptats pels biòlegs com a «interaccions».
Starr va subratllar a més la necessitat de descriure els tipus de simbiosi com l'ectosimbiosi o l'endosimbiosi. Altres han aprovat aquest sistema per descriure clarament els tipus de simbiosi.
La definició de Frank i la de Bary encara són freqüents avui dia, però alguns científics tenen reserves al respecte. Es discuteix si és possible incloure entre les relacions simbiòtiques també relacions interespecífiques a molt curt termini, com la pol·linització d'una planta. De vegades, el parasitisme no es considera una relació simbiòtica, en aquest cas totes les relacions negatives es classifiquen com a formes d'antibiosi. També hi ha una definició generalitzada en la consciència laica que la simbiosi inclou només enllaços beneficiosos mútuament (és a dir, mutualisme).
Els llibres de text actuals de biologia i ecologia utilitzen aquesta darrera definició de Bary, o una de més àmplia, on la simbiosi significa totes les interaccions interespecífiques; la definició restrictiva on la simbiosi significa que el mutualisme ja no s'utilitza.

## Mutualisme

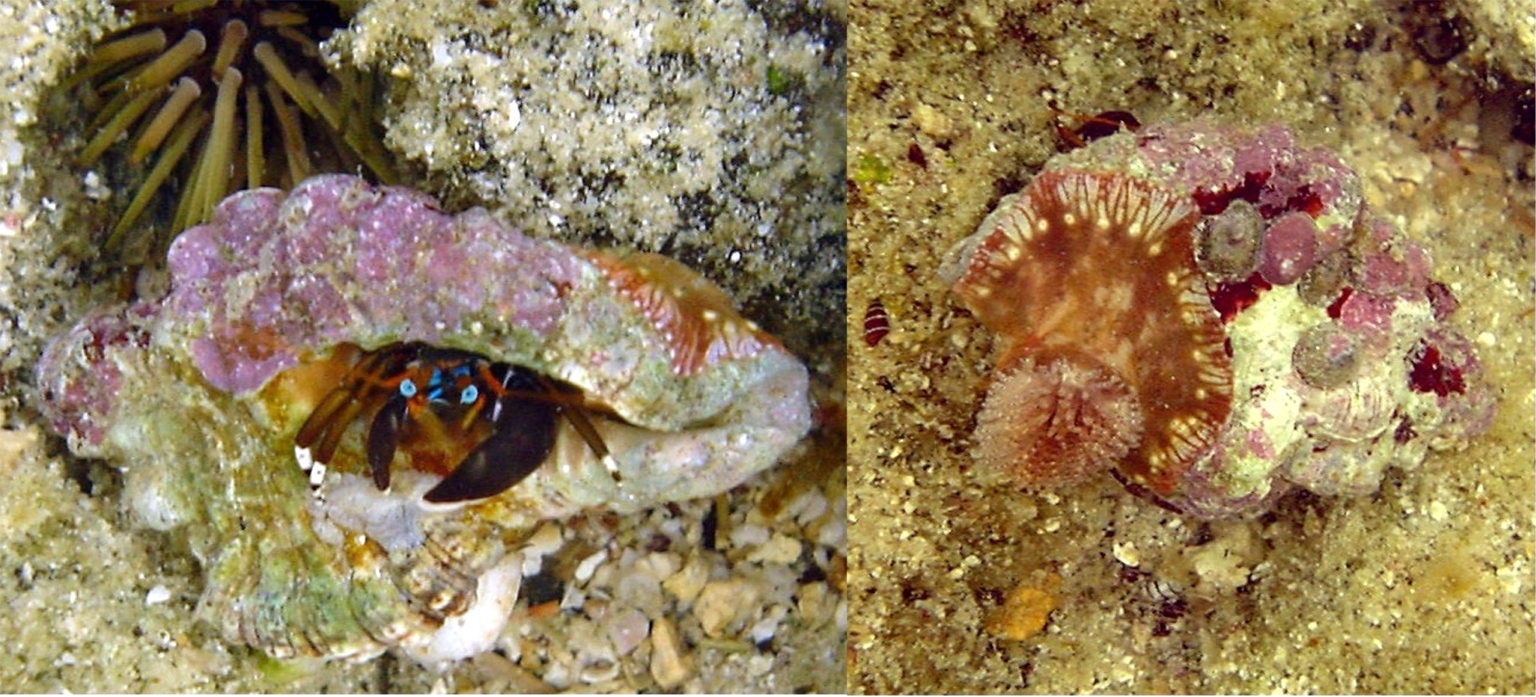
Uns bernats ermitans (Calcinus laevimanus), amb unes anemones marines.

El mutualisme és una relació a llarg termini entre individus de diferents espècies en la qual els dos individus es beneficien. Les relacions mutualistes poden ser obligatòries per a ambdues espècies, obligada per a una, però facultativa per a l'altra, o facultativa per a les dues. Pot aparèixer fins i tot sense coevolució prèvia.
Són exemples de simbiosi obligatòria la que existeix en els líquens, en què un fong ofereix protecció en forma de medi aquós a una alga o liquen a l'interior del seu cos a canvi aquesta li cedeix part de l'energia de la fotosíntesi. Altres relacions poden ser la que es produeix en els nòduls de les arrels d'algunes fabàcies amb bacteris del gènere Rhizobium en què aquests són protegits dins del teixit radicular de la planta mentre que aquesta es beneficia del nitrogen fixat pels bacteris. La relació simbiòtica pot arribar a consolidar-se d'una forma tan estreta com la dels líquens en la qual, en alguns casos, és impossible trobar els dos membres de l'associació (fong i alga o liquen) de forma aïllada. Quan és possible trobar els individus del liquen fora d'aquesta associació generalment presenten morfologies força diferents de les que tenen quan estan associats.
Un gran percentatge d'herbívors tenen una flora intestinal mutualista per ajudar-los a digerir la matèria vegetal, més difícil de digerir que les preses dels animals. Aquesta flora intestinal està formada per protozous que digereixen cel·lulosa o bacteris que viuen als intestins dels herbívors. Els esculls de corall són el resultat de mutualismes entre organismes coral·lins i diversos tipus d'algues que viuen al seu interior. La majoria de les plantes terrestres i dels ecosistemes terrestres es basen en els mutualismes entre les plantes, que fixen el carboni de l'aire, i els fongs micorrizes, que ajuden a extreure aigua i minerals del sòl.
Un exemple de mutualisme és la relació que hi ha entre els peixos pallassos que es troben entre els tentacles de les anemones marines de Ritteri. El peix territorial protegeix l'anemone dels peixos que mengen anemones i, al seu torn, els tentacles urticants de l'anemone protegeixen el peix pallasso dels seus depredadors. Una mucositat especial del peix pallasso el protegeix dels tentacles punxants. També existeix mutualisme entre els bacteris de l'àcid acètic i els fongs que constitueixen el denominat SCOBY, que s'utilitza en la fermentació de la beguda kombutxa, on els fongs produeixen alcohol a partir dels sucres i els bacteris el transformen en acetat.

### Simbiosi microbiota
La microflora intestinal colonitza l'intestí al naixement i roman durant tota la vida de l'individu. Aproximadament l'ili distal i el còlon estan colonitzats per 10¹⁴ bacteris.
Tenen un paper rellevant en el desenvolupament del sistema immunitari de l'hoste. Les seves principals funcions inclouen activitats metabòliques com la producció d'àcids grassos de cadena curta i l'absorció de nutrients, efectes tròfics en l'epiteli intestinal i en l'estructura i la funció del sistema immunitari, i protegeixen l'hoste enfront de la invasió de microorganismes patògens. Una de les característiques del sistema immunitari intestinal és la seva capacitat per distingir entre els antígens de la microflora i els dels patògens. La microflora intestinal influeix també en l'expressió genètica de les cèl·lules presentadores dels antígens a l'intestí. Per tant, els bacteris intestinals poden ser útils en la promoció de la salut en l'ésser humà. Els prebiòtics i els probiòtics suposen un camp de creixent interès des d'aquesta perspectiva.

## Endosimbiosi

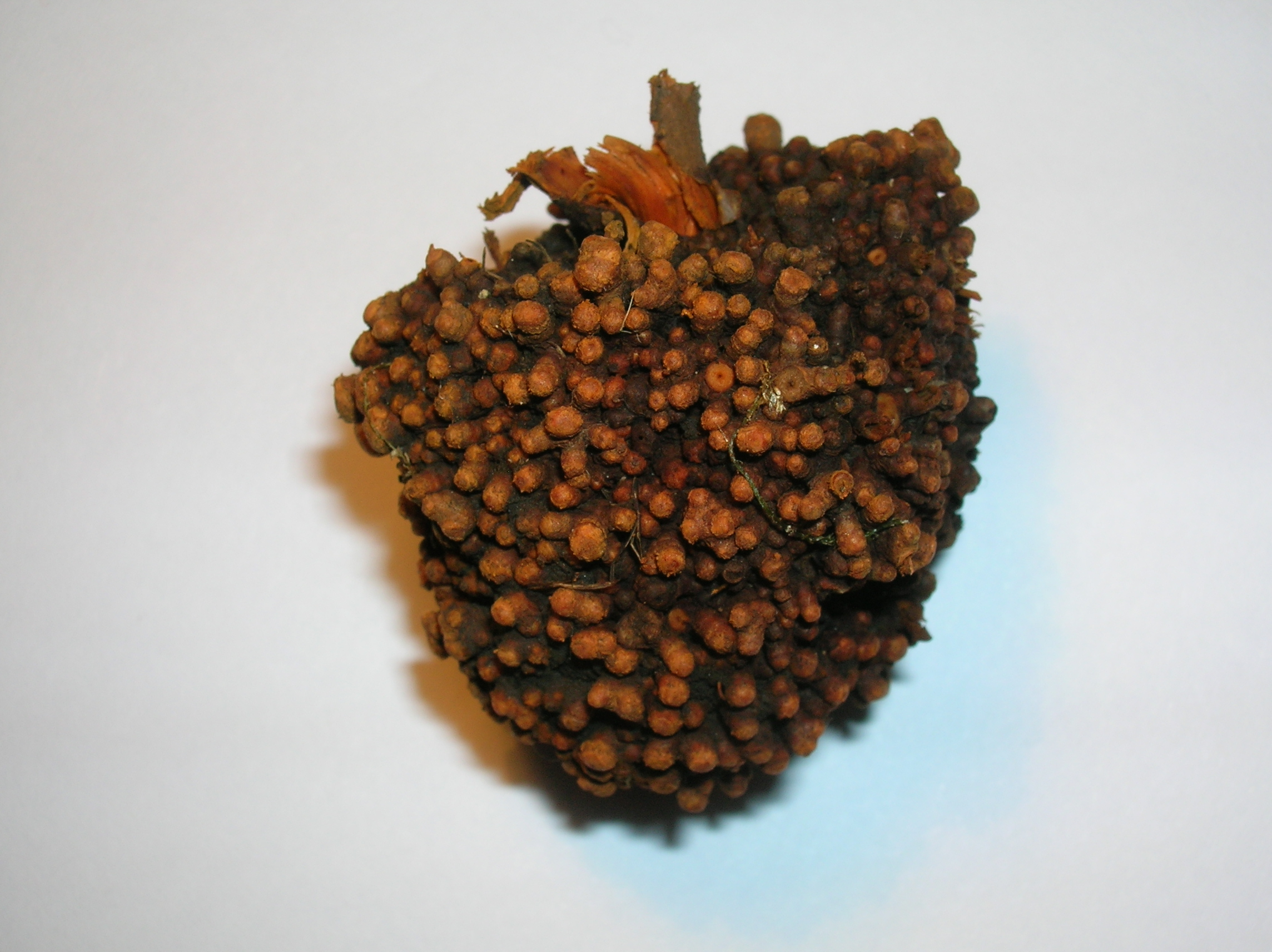
El nòdul d'arrel de l'àlber alberga bacteris endosimbiòtics que fixen el nitrogen.

L'endosimbiosi és qualsevol relació simbiòtica en què un simbiont viu dins dels teixits d'un altre, sigui dins de les cèl·lules o extracel·lularment. Entre els exemples destaquen diversos microbiomes, rizobis, bacteris fixadors de nitrogen que viuen en els nòduls de les arrels de llegums; actinomicets, bacteris fixadors de nitrogen com ara Frankia, que viuen en nòduls d'arrel d'àlber; algues unicel·lulars dins dels coralls que construeixen esculls; i endosimbionts bacterians que proporcionen nutrients essencials a un 10% -15% d'insectes.
En l'endosimbiosi, a la cèl·lula hoste li manquen alguns nutrients que li proporciona l'endosimbiont. Com a resultat, l'amfitrió afavoreix els processos de creixement de l'endosimbiont dins d'ella mateixa produint algunes cèl·lules especialitzades. Aquestes cèl·lules afecten la composició genètica de l'amfitrió per tal de regular la població creixent dels endosimbionts i assegurar que aquests canvis genètics es passen a la descendència mitjançant transmissió vertical (herència).
Un exemple d'endosimbiosi és la relació entre els cucs de tubs siboglínids i els bacteris simbiòtics que viuen en les foses hidrotèrmiques i les filtracions de fred. El cuc no té tracte digestiu i es basa totalment en els seus símbols interns per a la nutrició. Els bacteris s'oxiden sigui en sulfur d'hidrogen o metà, que els proporcionen l'hoste. Aquests cucs es van descobrir a finals dels anys vuitanta a les aigües hidrotèrmiques properes a les illes Galápagos i des d'aleshores s'han trobat en els desembocaments hidrotèrmics de les profunditats del mar i filtracions fredes a tots els oceans del món.

## Ectosimbiosi
L'ectosimbiosi és qualsevol relació simbiòtica en què el simbiont viu a la superfície corporal de l'hoste, incloent-hi la superfície interior del tracte digestiu o els conductes de les glàndules exocrines. Exemples d'ectosimbiosi són ectoparàsits com els polls; ectosimbionts comensals com els cirrípedes, que s'uneixen a la mandíbula dels misticets; i ectosimbionts mutualistes com els peixos netejadors.
Un exemple d'ectosimbiosi és la relació entre els remugants i algunes espècies de bacteris del seu rumen, en el que el remugant li dona un espai en el seu sistema digestiu al bacteri, i a canvi aquest ha de digerir la cel·lulosa que mengi.

## Comensalisme
El comensalisme descriu una relació entre dos organismes vius on un se'n beneficia i l'altre no en surt ni beneficiat ni perjudicat. Deriva de la paraula anglesa comensal, utilitzada per a la interacció social humana. Prové d'un mot llatí medieval que significa compartir aliments, format a partir de com- ('amb') i mensa ('taula').

Les relacions comensals poden implicar un organisme utilitzant-ne un altre per a transport (forèsia) o per a habitatge (inquilinisme), o també pot implicar que un organisme utilitzi quelcom que un altre creat, després de la seva mort (metabiosi). Un exemple de comensalisme són els crancs ermitans que utilitzen closques de gasteròpodes per protegir el seu cos i les aranyes que construeixen les seves xarxes a les plantes.

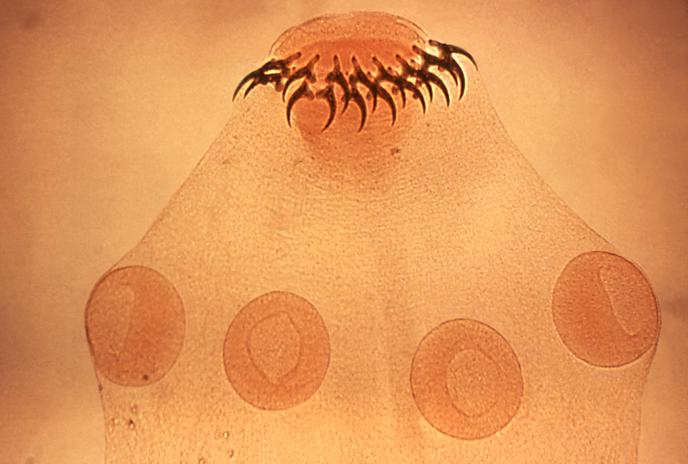
El cap (escòlex) de Taenia solium s'adapta al parasitisme amb ganxos i ventoses per enganxar al seu amfitrió.

## Parasitisme
En una relació parasitària, el paràsit es beneficia mentre l'amfitrió queda perjudicat. El paràsit pren moltes formes, des d'endoparàsits que viuen dins del cos de l'hoste fins a ectoparàsits que viuen a la seva superfície i micropredadors com a mosquits que parasiten de manera intermitent. El paràsit és un mode de vida extremadament reeixit; al voltant del 40% de totes les espècies animals són paràsits, i l'espècie mitjana de mamífers és la que acull 4 nematodes, 2 cestodes i 2 trematodes.

## Mimetisme
El mimetisme és una forma de simbiosi en què una espècie adopta diferents característiques d'una altra espècie per alterar la seva relació dinàmica amb l'espècie que es mimetitza, en benefici propi. Entre els molts tipus de mimetisme es troben la Batesiana i la Mülleriana, el primer que implica una explotació unilateral, i el segon, que proporciona benefici mutu. El mimetisme batesià és una interacció explotativa de tres parts on una espècie, la mimètica, ha evolucionat fins a imitar una altra, el model, per enganyar un tercer, el dup. Pel que fa a la teoria de la senyalització, el mímic i el model han evolucionat per enviar un senyal; el dup ha evolucionat fins a rebre'l del model. Això és en avantatge del mímic, però en detriment tant del model, els senyals de protecció dels quals es debiliten efectivament, com del dup, que es troba privat d'una presa comestible. Per exemple, una vespa és un model fortament defensat, que assenyala amb la seva visible coloració negra i groga que és una presa poc rendible de depredadors com els ocells que caçaven a la vista; molts sírfids són imitadors batesians de vespes, i qualsevol ocell que evita aquests sírfids és un dup. En canvi, el mimetisme müllerià es beneficia mútuament, ja que tots els participants són models i mímics. Per exemple, diferents espècies de borinots s'imiten entre si, amb una coloració d'avisos similar en combinacions de negre, blanc, vermell i groc, i totes elles es beneficien de la relació.

## Amensalisme

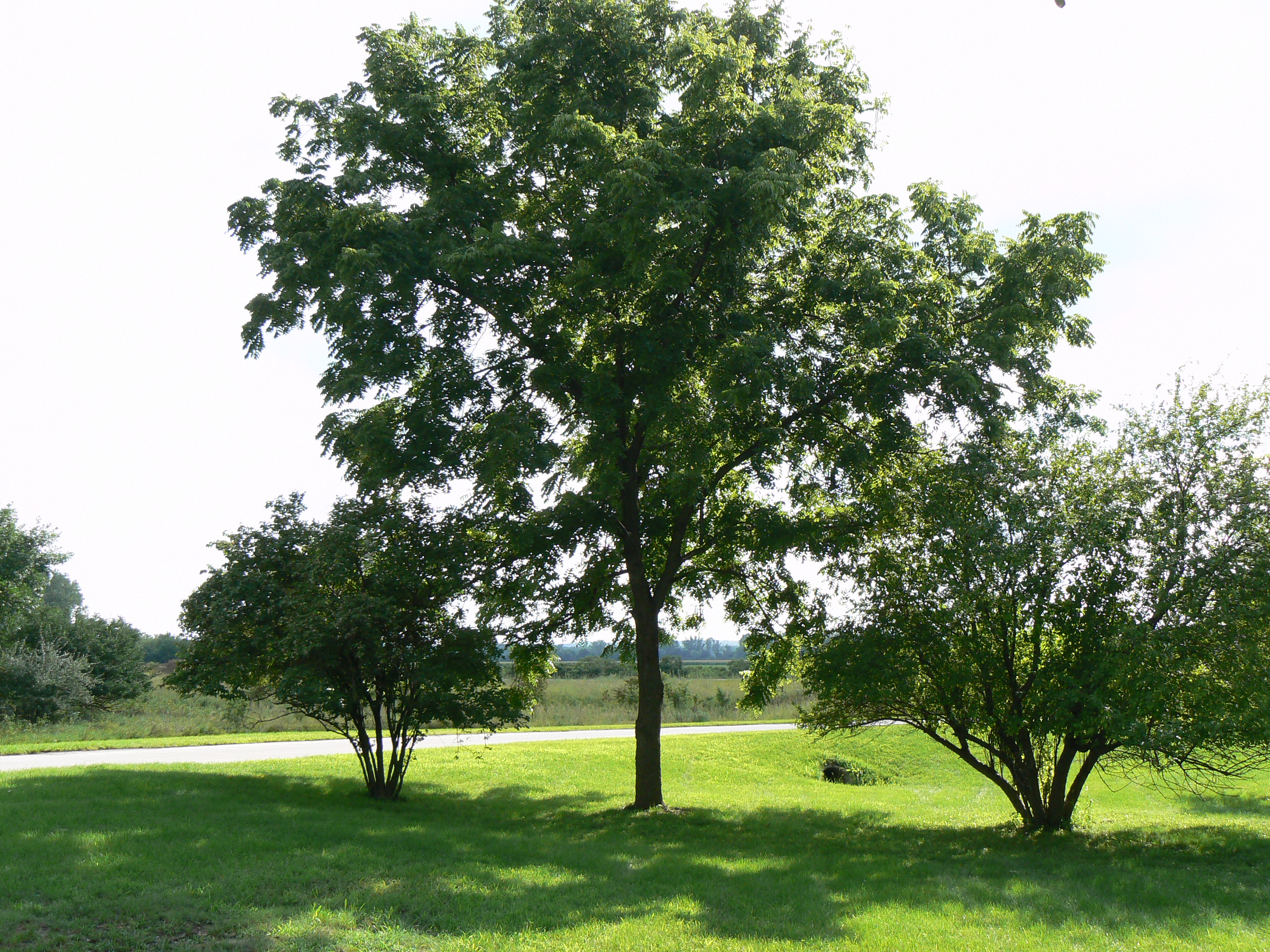
La noguera negra segrega un producte químic per les seves arrels que perjudica les plantes veïnes.

L'amensalisme és una interacció asimètrica on una espècie és perjudicada o «matada» per l'altra i una no està afectada per l'altra. Hi ha dos tipus d'amensalisme, la competència i l'antagonisme. L'antagonisme es produeix quan un organisme és danyat o assassinat per un altre per una secreció química. Un exemple de competència és un planter creixent a l'ombra d'un arbre madur. L'arbre madur pot robar l'arrossegament de la llum del sol necessària i, si l'arbre madur és molt gran, pot agafar aigua de pluja i esgotar els nutrients del sòl. Durant tot el procés, l'arbre madur no es veu afectat per l'arbre. De fet, si l'arboç mor, l'arbre madur obté nutrients a partir del planter en decadència. Un exemple d'antagonisme és la noguera negra (Juglans nigra), que segrega juglona, una substància que destrueix moltes plantes herbàcies dins de la seva zona d'arrel.
Un cas clar d'amensalisme és quan les ovelles o el bestiar trepitgen pastures. Si bé la presència de l'herba provoca efectes perjudicials per a la peülla de l'animal, l'herba pateix ser triturada. L'amensalisme s'utilitza sovint per descriure interaccions competitives fortament asimètriques, com s'ha pogut observar entre la cabra salvatge ibèrica i els pícids del gènere Timarcha que s'alimenten del mateix tipus d'arbust. Si bé la presència del pícid no té gairebé cap influència en la disponibilitat d'aliments, la presència de la cabra té un efecte perjudicial sobre el nombre de pícids, ja que consumeixen quantitats importants de matèria vegetal i les ingereix de forma incidental.

### Competència
La competència es pot definir com una interacció entre organismes o espècies, en què es redueix la forma física d'un amb la presència d'un altre. El subministrament limitat d'almenys un recurs (com ara menjar, aigua i territori) utilitzat per tots dos facilita aquest tipus d'interacció, tot i que la competència també pot existir per altres «serveis», com les femelles per a la reproducció (en el cas d'organismes masculins de la mateixa espècie).

## Simbiosi de neteja

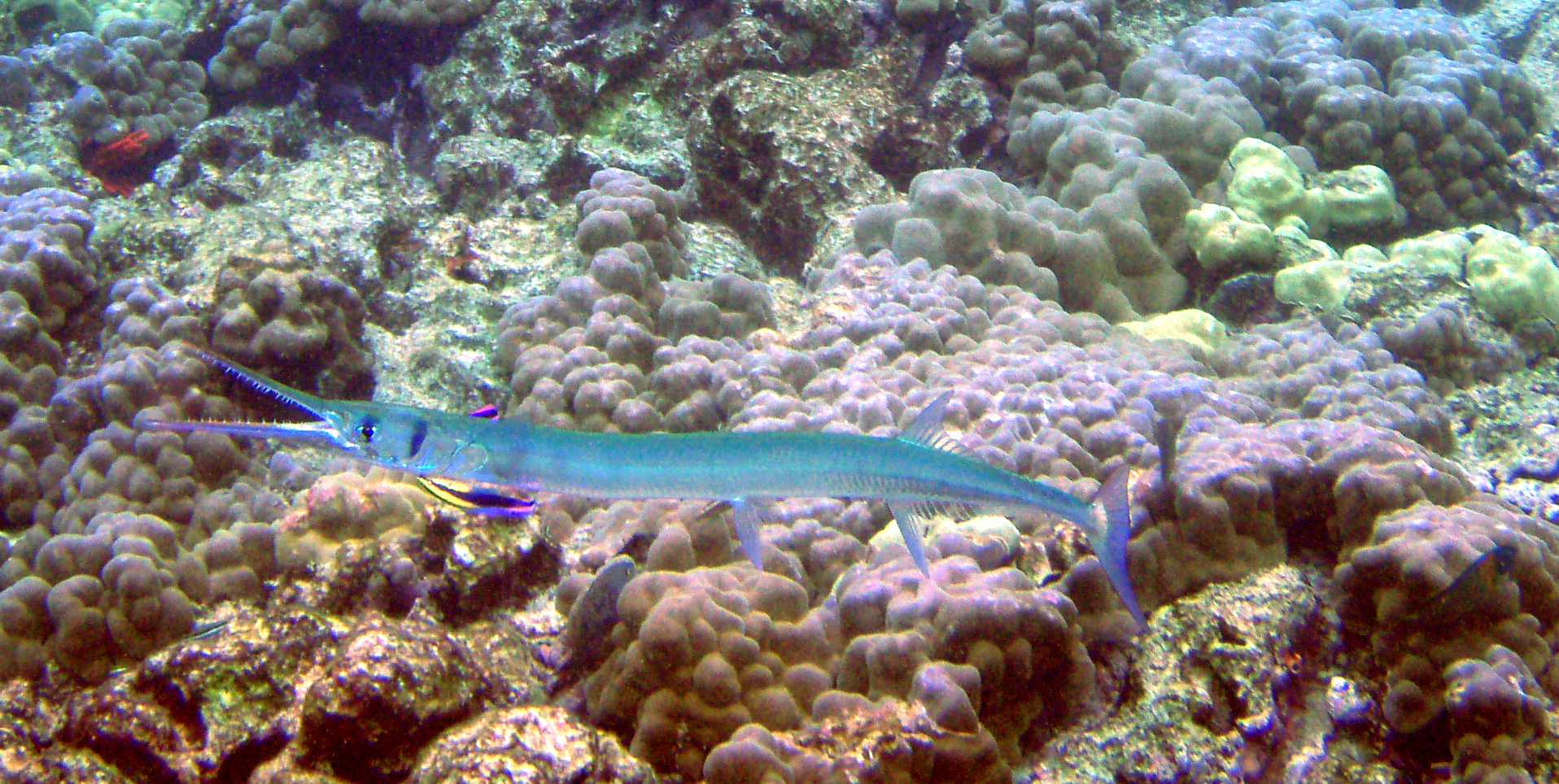
Un belònid és netejat per un Labroides phthirophagus, un peix netejador del Hawaii.

La simbiosi de neteja és una associació entre individus de dues espècies, on un (el netejador) elimina i menja paràsits i altres materials de la superfície de l'altre (el client). És beneficiós per als dos, però els biòlegs han debatut des de fa temps si es tracta d'egoisme mutu o simplement explotador. La simbiosi de neteja és molt comuna entre els peixos marins, on algunes espècies petites de peixos netejadors, sobretot les pastures, però també les espècies d'altres gèneres, estan especialitzades a alimentar-se gairebé exclusivament mitjançant la neteja de peixos més grans i altres animals marins.

## Neutralisme

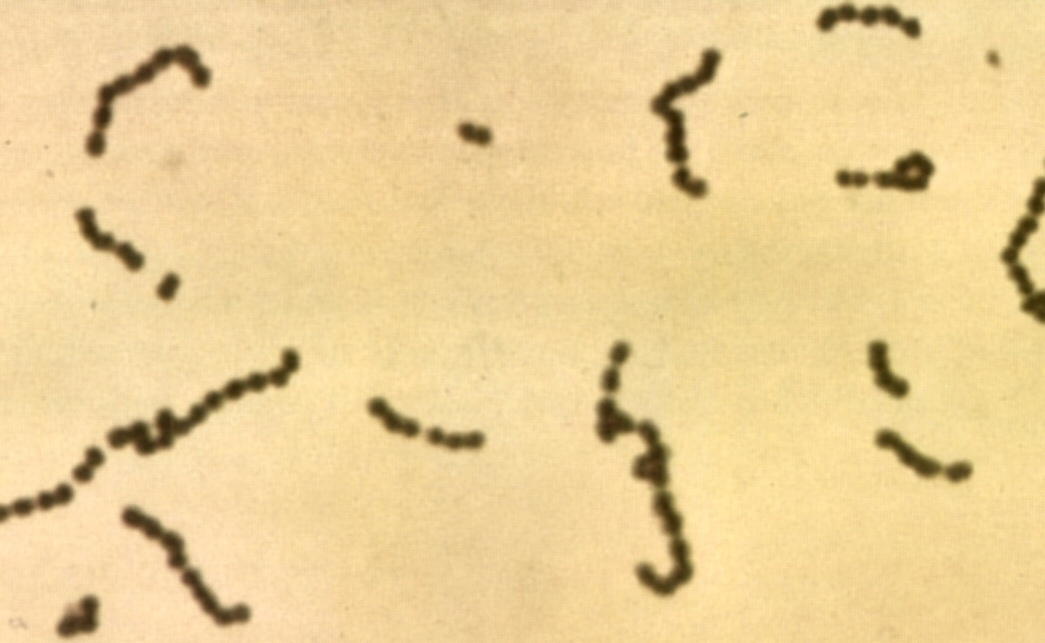
Streptococcus.

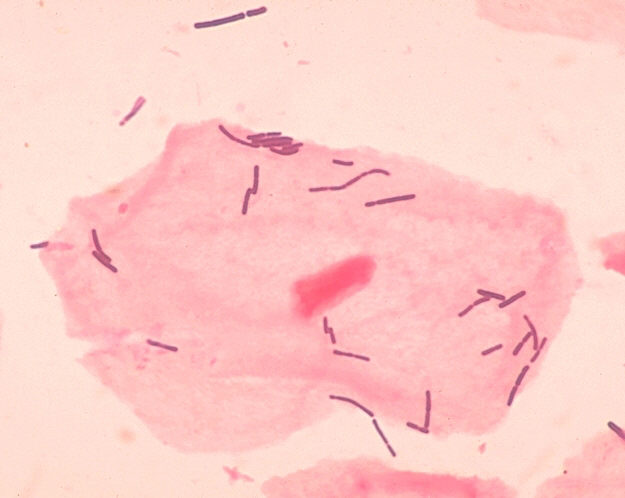
Lactobacillus.

El neutralisme és una relació biològica, entre dos espècies o poblacions que interactuen, en la que cap dels individus rep benefici ni perjudici.
El neutralisme pur és molt poc probable o impossible de trobar. En tractar les complexes xarxes d'interaccions presentades pels ecosistemes, pot ser difícil afirmar amb certesa que no hi ha absolutament cap competència o benefici entre cap de les espècies. Atès que el neutralisme pur és rar o inexistent, aquest terme sovint s'aplica a situacions on les interaccions són poc més que insignificants o menyspreables.
Un exemple de neutralisme és la relació entre els lactobacils i els estreptococs, els primers sent uns bacteris gram-positius, importants en la flora intestinal, i els segons també són bacteris gram-positius, però en l'humà és causant d'una sèrie de patologies, com amigdalitis, meningitis, pneumònia, etc.
Però, quan els dos gèneres bacterians es troben coexistint en el mateix hàbitat (l'humà), la presència d'una d'elles no té efecte sobre l'altra i viceversa.

## Coevolució

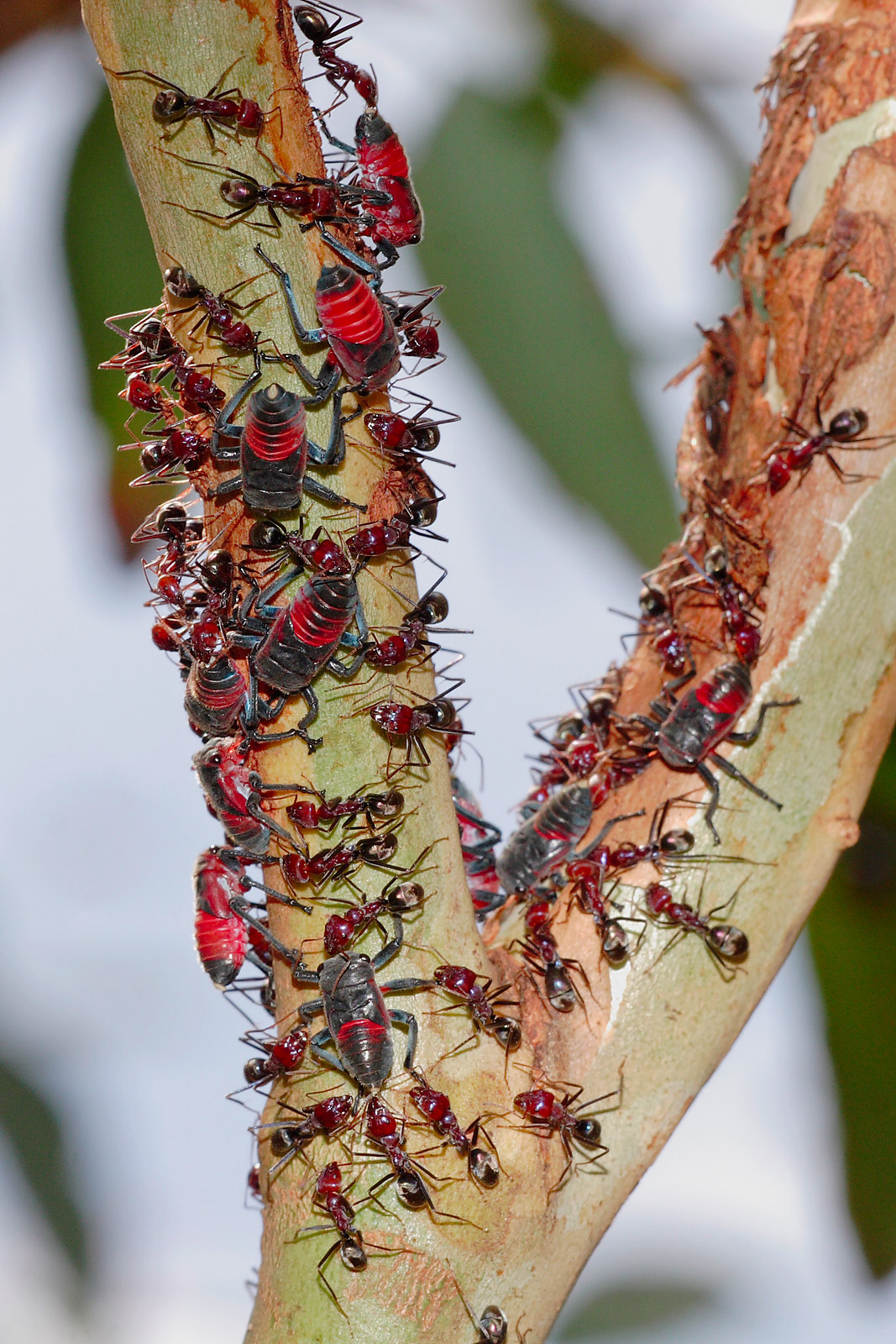
Folleters protegits per formigues de la carn.

### Simbiogènesi
La simbiogènesi és un fenomen biològic evolutiu que es produeix quan una associació simbiòtica estreta i permanent entre dos organismes vius deriva, per coevolució, en un sol sistema biològic tan estrictament integrat que els seus components originals no poden existir ja de manera separada. En són un exemple els eucariotes (plantes, animals, fongs i protoctists) desenvolupats per simbiogènesi a partir d'una simbiosi entre bacteris i arqueus. Una evidència d'això inclou el fet que els mitocondris i els cloroplasts es divideixen independentment de la cèl·lula i l'observació que alguns orgànuls semblen tenir el seu propi genoma.
La biòloga Lynn Margulis, famosa pel seu treball sobre l'endosimbiosi, va defensar que la simbiosi és un dels principals motors de l'evolució. Va considerar que la noció de Darwin sobre l'evolució, impulsada per la competència, era incompleta i va afirmar que l'evolució es basa fortament en la cooperació, la interacció i la dependència mútua entre els organismes. Segons Margulis i el seu fill Dorion Sagan, «La vida no es va fer càrrec del món mitjançant el combat, sinó per la cooperació».

### Relacions coevolutives

#### Plantes amb flor
Les flors van aparèixer i es van diversificar relativament de sobte en el registre fòssil, creant el que Charles Darwin va descriure com el «misteri abominable» de com havien evolucionat tan ràpidament; va considerar que la coevolució podria ser l'explicació. Va mencionar per primera vegada la coevolució com a possibilitat en L'origen de les espècies i va desenvolupar el concepte per a Fertilització d'orquídies (1862).

##### Micorriza
Una micorriza és una relació simbiòtica entre una planta verda i un fong.

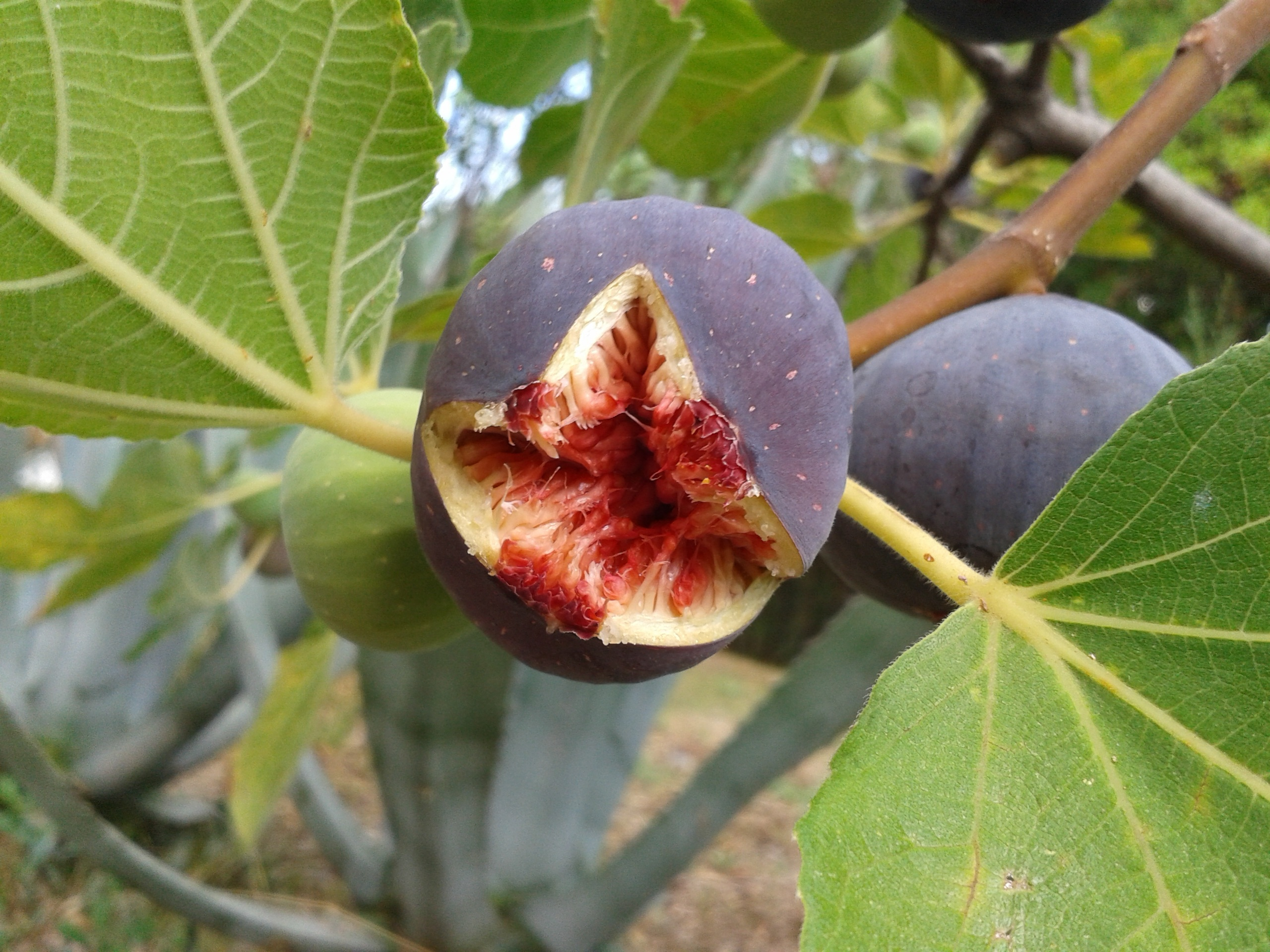
Una figa és pol·linitzada per la vespa de les figues (Blastophaga psenes).

En una associació amb micorrizes els fongs colonitzen les arrels de la planta hoste, ja sigui de forma intracel·lular com passa en els anomenats fongs micorizítics arbusculars (AMF, arbuscular mycorrhizal fungi), o extracel·lularment en els anomenats fongs ectomicorizítics. Les micorrizes són un component important en la vida i la química del sòl.
En aquesta relació la planta fabrica molècules orgàniques com els sucres mitjançant la fotosíntesi i les subministra al fong, i el fong subministra a la planta aigua i nutrients minerals, com el fòsfor, presos del sòl. Les micorrizes es troben a les arrels de les plantes vasculars, però també hi ha associacions similars a les micorrizes en els briòfits i hi ha proves fòssils que les plantes terrestres primerenques que mancaven d'arrels formaven associacions micorrícoles arbusculars. La majoria de les espècies vegetals formen associacions micorrítiques, tot i que algunes famílies com les brassicàcies i les quenopodiàcies no poden. El més comú és el tipus arbuscular, present en el 70% de les espècies vegetals, incloent-hi moltes plantes de cultiu com el blat i l'arròs.
Al voltant del 80% de les plantes vasculars a tot el món formen relacions simbiòtiques amb els fongs, en particular en les micorrizes arbusculars.

#### Pol·linització
Les plantes florals i els animals que les pol·linitzen han coevolucionat. Moltes plantes que són pol·linitzades per insectes (entomòfils), ratpenats o ocells (ornitòfils) tenen flors altament especialitzades modificades per promoure la pol·linització per un pol·linitzador específic que s'adapta adequadament.

Les primeres plantes florals del registre fòssil van tenir flors relativament simples. L'especiació adaptativa va donar lloc ràpidament a molts grups diversos de plantes i, alhora, es va produir l'especiació corresponent en determinats grups d'insectes. Alguns grups de plantes van desenvolupar nèctar i gran pol·len enganxós, mentre que els insectes van evolucionar a morfologies més especialitzades per accedir i recollir aquestes riques fonts d'aliments. En alguns tàxons de plantes i insectes, la relació ha estat dependent on l'espècie vegetal només pot ser pol·linitzada per una espècie d'insecte.

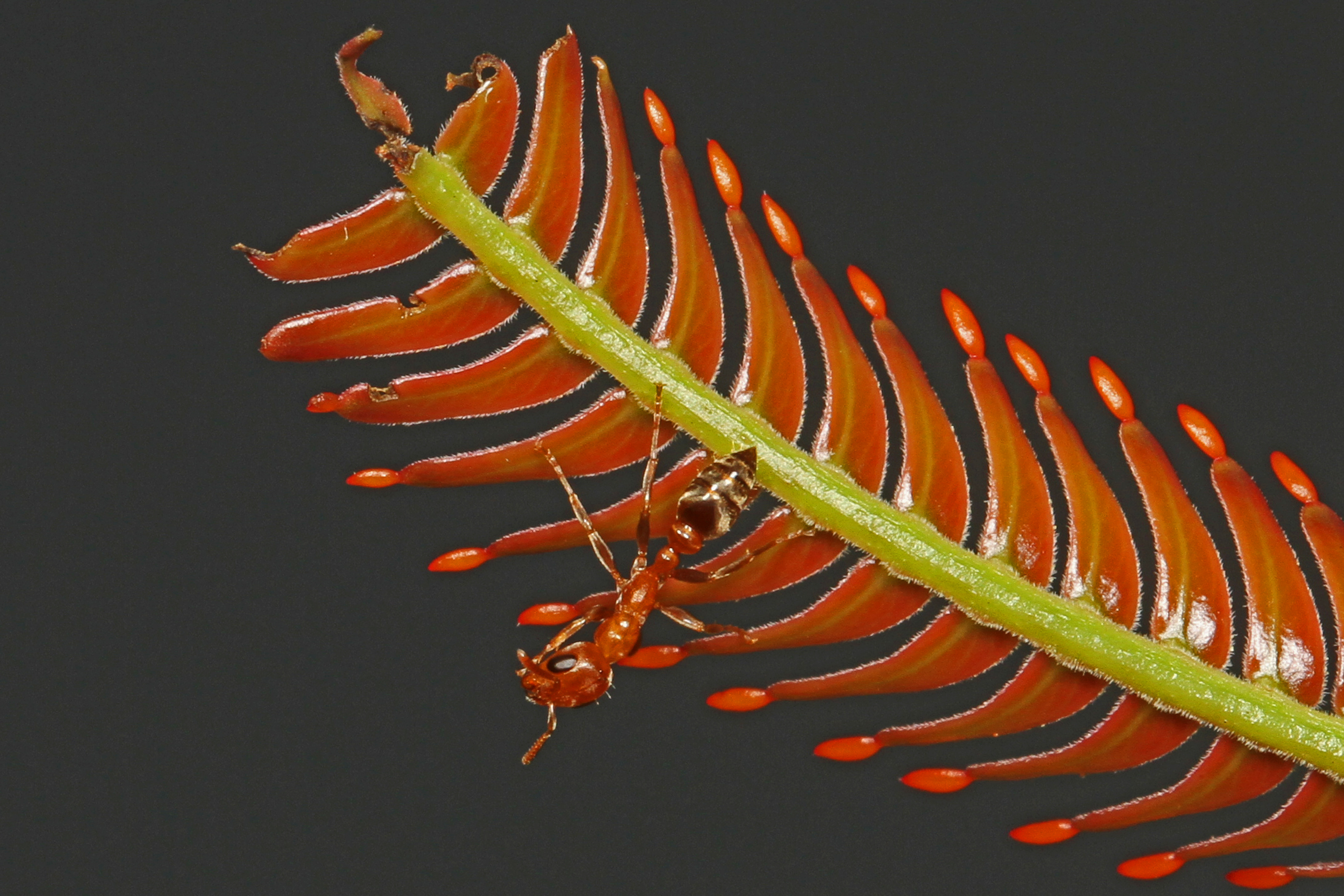
Una formiga d'acàcia en una acàcia d'espina de bou (Vachellia cornigera) amb cossos bel·lians, que proporcionen proteïnes a les formigues.

#### Mirmecòfita
La formiga d'acàcia (Pseudomyrmex ferruginea) és una formiga vegetal que protegeix almenys cinc espècies d'acàcia (Vachellia) gràcies a la seva simbiosi obligada, en la que les formigues d'acàcia la protegeixen d'insectes predadors i de plantes que competeixen per la llum solar, i l'arbre les proporciona alimentació i aixopluc, per a les formigues i per a les seves larves.

## Concepte d'evolució hologenòmica
El concepte d'evolució hologenòmica, o també anomenat teoria de l'hologenoma, és la interacció entre un organisme (normalment una planta o animal) i la seva microbiota. Segons aquesta teoria, l'holobiont, és a dir, l'hoste i la microbiota associada, afegida a l'hologenoma (tota la informació genètica del genoma hoste i la seva microbiota) actuen com a unitat de selecció evolutiva. Recerques van demostrar la gran influència dels microorganismes associats a un determinat organisme en la forma física d'aquest animal o planta.
La variabilitat és la matèria primera de l'evolució. El concepte d'evolució hologenòmica canvia el focus d'aquesta variabilitat, és possible establir que la variació genètica pot sorgir tant de la variabilitat del genoma hoste com del genoma dels seus microorganismes associats, els simbionts. Els mecanismes per a què es pot generar la variabilitat en el genoma hoste són ja coneguts, els principals són la reproducció sexual, mutacions, recombinació genètica i reordenaments epigenètics, essent els mateixos vàlids els simbionts de l'organisme.
Aquesta teoria encara està en construcció. Hi ha diversos estudis que demostren aquesta teoria, però n'hi ha tants d'altres que critiquen les conclusions extretes d'aquesta investigació. Molts autors com Leggat (2007) i Ainsworth (2008), d'entre altres Són escèptics i qüestionen alguns aspectes del concepte, especialment pel que fa als fenòmens evolutius implicats o fins i tot a la veritable relació entre espècies en simbiosi.

## Endosimbiosi seriada

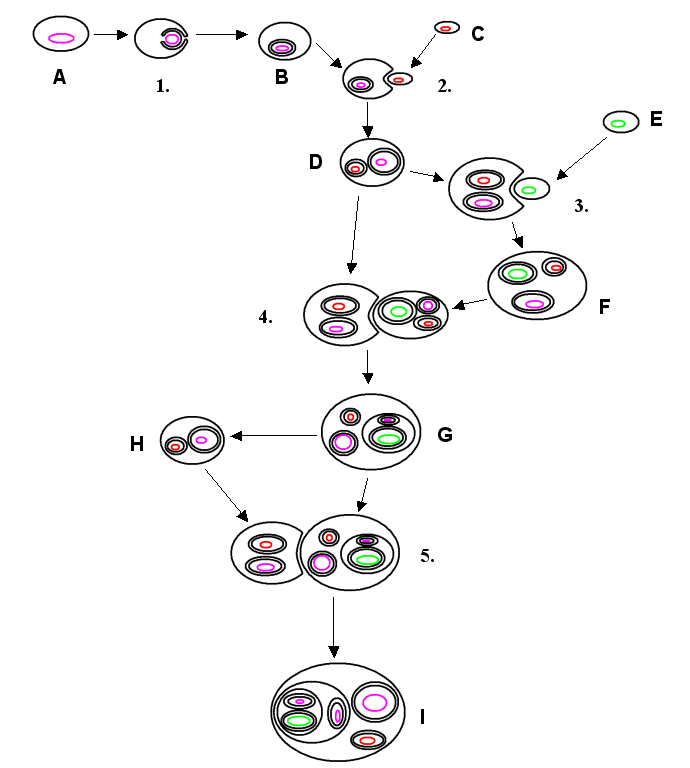
Origen de les algues segons l'endosimbiosi seriada.

L'endosimbiosi seriada (Serial Endosymbiosis Theory) descriu l'aparició de les cèl·lules eucariotes o eucariogènesi a conseqüència de la successiva incorporació simbiogenètica de diferents bacteris de vida lliure (procariotes); tres incorporacions en el cas de les cèl·lules animals i de fongs, i quatre en el cas de les cèl·lules vegetals.
El procés de l'endosimbiosi seriada va ser proposat per Lynn Margulis en diferents articles i llibres: On the origin of mitosing cells (1967), Origins of Eukaryotic Cells (1975) i Symbiosis in Cell Evolution (1981), arribant-se a conèixer per l'acrònim anglès SET (Serial Endosymbiosis Theory). En l'actualitat s'accepta que les cèl·lules eucariotes van sorgir a conseqüència dels processos simbiogenètics descrits per Lynn Margulis, després que hagi quedat demostrat l'origen simbiogenètic dels mitocondris i els cloroplasts dels eucarionts.
Lynn Margulis va publicar un article a The Biological Bulletin en el qual igualment va postular la possible incorporació simbiòtica d'una espiroqueta per formar els flagels i cilis dels eucariotes, únic pas sobre el qual, al dia d'avui, hi ha discrepàncies. L'endosimbiosi seriada no ha de ser confosa amb la seva posterior teoria simbiogenètica; la qual no té el suport de la comunitat científica.